# Abel François Poisson de Vandières

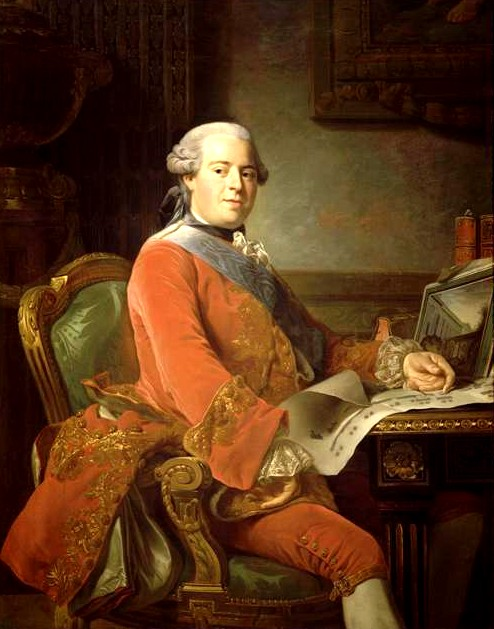
Abel François Poisson, Marquis de Marigny, Porträt von Alexander Roslin, Schloss Versailles

Abel François Poisson de Vandières (* 18. Februar 1727 in Paris in der Pfarre Saint-Jean-en-Grêve; † 11. Mai 1781 ebenda, Place des Victoires), Marquis de Marigny (1754) et de Menars, war ein französischer Höfling und Directeur général des Bâtiments du Roi, der seinen Aufstieg der Tatsache verdankt, dass er der Bruder der Madame de Pompadour war.

## Leben
Abel-François Poisson wuchs nichtadelig in einer Familie des Pariser Finanzmilieus auf. Seine Mutter war Louise-Madeleine de La Motte, sein Vater der wohlhabende Finanzbeamte François Poisson (1684–1754). Als seine ältere Schwester 1745 die Mätresse Ludwigs XV. wurde, ließ sie „Monsieur de Vandières“ an den Hof kommen, wo er rasch die Gunst des Königs gewann.
Als Philibert Orry – ebenfalls 1745 – als Directeur générale des Bâtiments, Arts, Jardins et Manufactures seinen Abschied nahm und Charles François Paul Le Normant de Tournehem, der frühere Vormund und jetzige Schwiegervater seiner Schwester, das Amt übernahm, wurde Vandières zu dessen Nachfolger en survivance ernannt, obwohl er erst 18 Jahre alt war.
Charles-Antoine Coypel, Premier Peintre du Roi, wurde beauftragt, Vandières Ausbildung zu übernehmen. Mit dessen Hilfe musste er Gemälde aus den königlichen Sammlungen für die Ausstellung im Palais du Luxembourg auswählen; so schuf er das erste Museum Frankreichs.
Zwischen Dezember 1749 und September 1751 hielt er sich dank der Empfehlungsschreiben seiner Schwester 25 Monate in Italien auf, zunächst an der Académie de France à Rome im Palais Mancini in der Via del Corso, bevor er seine Ausbildung mit einer Reise durch Italien gemeinsam mit dem Graveur Charles-Nicolas Cochin, dem Architekten Jacques-Germain Soufflot und dem Kunstkritiker Abbé Leblanc vervollständigte. Diese Reise hatte große Auswirkungen auf die Entwicklung von Kunst und Geschmack in Frankreich.
Nach dem Tod von Le Normant de Tournehem 1751 wurde er aus Italien zurückgerufen, um das Amt des Directeur général des Bâtiments du Roi anzutreten, das er dann 22 Jahre lang ausüben sollte. Er förderte die Historienmalerei und in der Architektur die Bewegung zurück in die Antike, die den Neoklassizismus hervorbrachte.
Empfänglich, stolz, zwielichtig, ständig mit seiner bürgerlichen Herkunft hadernd, von der er befürchtete, dass man sie ihm zum Vorwurf mache, war Marigny ein intelligenter und aktiver Verwalter, der von der Bedeutung seiner Mission durchdrungen war. Er protegierte Soufflot, dem er den Bau der neuen Kirche Sainte-Geneviève anvertraute, die ein Manifest des „antiken“ Stils wurde. Er ließ die Place Louis-XV (heute Place de la Concorde) und die Jardins des Champs-Élysées anlegen. Er beaufsichtigte den Bau der École militaire, vergab zahlreiche Aufträge an François Boucher, Van Loo sowie Jean-Baptiste Marie Pierre und ernannte Charles-Joseph Natoire zum Direktor der Académie de France à Rome.
Von seinem Vater hatte er 1754 das Schloss Marigny-en-Orxois bei Château-Thierry geerbt, im gleichen Jahr wurde er zum Marquis de Marigny ernannt. 1756 wurde er Sekretär des Ordens vom Heiligen Geist, was ihm erlaubte, einen Cordon bleu zu tragen, ein Recht, das er anders nicht erlangen konnte. Zu den Scherzen über ihn gehört der Satz, er sei „ein ziemlich kleiner Fisch, um ins Blaue gesteckt zu werden“.
Am 11. Januar 1767 heiratete er in Menars Marie Françoise Julie Constance Filleul (* 15. Juli 1751 in der Pfarre Sainte-Trinité in Falaise; † 1822), offiziell die Tochter von Charles François Filleul und Irène du Buisson de Longpré (1751–1822), die ältere Schwester der Schriftstellerin und Salonnière Adélaïde de Souza (1761–1836), tatsächlich aber wohl eine Tochter Ludwigs XV.
Nach dem Tod einer Tochter im Kindesalter scheiterte die Ehe des Paares, am 20. September 1777 wurde eine Trennungsvereinbarung unterzeichnet. Die Marquise wohnte nun in der Abtei Port-Royal de Paris, ohne ihr mondänes Leben aufzugeben.
Obwohl er schwer an Gicht litt, rechnete er nicht mit seinem frühzeitigen Tod und setzte daher kein Testament auf. Der Marquis de Marigny starb am 11. Mai 1781 in seinem Hôtel particulier an der Place des Victoires; er wurde in der Gruft der Heiligen Jungfrau in der Kirche  Saint-Eustache bestattet.

## Residenzen
Der Marquis de Marigny trug in seinen Residenzen bedeutende Sammlungen zusammen.
- 1752–1778: Hôtel de Marigny, gebaut 1640, Rue Saint-Thomas-du-Louvre (verschwunden, das Gebäude stand zwischen dem Richelieu-Flügel des Louvre und der Nordostecke der Pyramide du Louvre); die Direction générale des Bâtiments hatte hier bis 1773 ihren Sitz
- 1754–1781: Schloss Marigny-en-Orxois, modernisierte mittelalterliche Burg
- 1759–1773: Hôtel de Marigny, Faubourg du Roule, Paris, vom Herzog von Orléans erworben, 1767–1769 von Soufflot umgebaut, der eine neue Westfassade im palladianischen Stil bauen ließ
- 1764–1781: Schloss Menars, von der Marquise de Pompadour geerbt
- 1778–1781: Hôtel de Massiac, Place des Victoires, gebaut 1635
- Pavillon Le Pâté-Paris in Bercy, gebaut 1720.